# Голубков, Сергей Викторович
Сергей Викторович Голубков (22 февраля 1938, Орша — 5 мая 2018, Москва) — государственный деятель, российский учёный, инженер, организатор промышленности, лауреат Ленинской премии.

## Биография
Родился 22 февраля 1938 года в г. Орша (Белорусская ССР).
Окончил Ленинградский технологический институт им. Ленсовета (1960).
Работа:
- 1960—1974 — начальник смены, корпуса, цеха (1965), технического отдела, главный инженер Волгоградского завода им. C.М. Кирова
- 1974—1977 — зав. отделом химии, нефтехимии Волгоградского обкома КПСС
- 1977—1992 — заместитель, первый заместитель министра химической промышленности СССР (курировал оборонную химию)
- с 1992 года до конца жизни первый вице-президент ЗАО «Росхимнефть».

Доктор химических наук, профессор. Профессор РХТУ им. Д. И. Менделеева, Почётный профессор Санкт-Петербургского Технологического Университета.
Скончался 5 мая 2018 года. Похоронен в Москве на Троекуровском кладбище (участок 18).

## Награды
Лауреат Ленинской премии (1972). Заслуженный изобретатель РФ. Соавтор 124 изобретений. Заслуженный химик РФ.
Награждён 4 орденами, в том числе орденом «За заслуги перед Отечеством» IV степени (1998), медалями СССР и РФ.